# Parafia Świętej Rodziny w Jaktorowie
Parafia Świętej Rodziny w Jaktorowie – parafia rzymskokatolicka w dekanacie Żyrardów w diecezji łowickiej. Erygowana w 1932. Kościół parafialny mieści się przy ulicy Warszawskiej. Duszpasterstwo prowadzą w niej księża diecezjalni.